# Helicopter money
L'espressione inglese helicopter money, in italiano soldi dall'elicottero o elicottero monetario, indica una politica monetaria non convenzionale per cui una banca centrale crea del denaro e lo distribuisce direttamente ai consumatori. Talvolta, viene proposta come alternativa all'allentamento quantitativo (quantitative easing) quando l'economia è in trappola della liquidità, ossia quando i tassi sono vicini allo zero e l'economia sta attraversando una fase di recessione.
L'espressione è stata coniata da Milton Friedman nel 1969, con l'obiettivo di descrivere gli effetti di un'espansione monetaria. Infatti, la metafora è quella di sganciare soldi sulla gente come se piovessero da un elicottero (da cui discende l'espressione in inglese helicopter drop).
Nell'ambito dell'eurozona, nel marzo del 2020 si è parlato dei soldi dall'elicottero come un'eventuale misura per rispondere alla crisi economica causata dalla pandemia di COVID-19 in Europa.

## Concetto
Il primo a teorizzare questo concetto fu, per l'appunto, il famoso economista monetarista Milton Friedman il quale teorizzò che, nel caso ogni altra leva di politica monetaria fosse fallita, un accredito sui conti correnti dei cittadini avrebbe temporaneamente stimolato la domanda aggregata.

## Impatti possibili
Diversi politici ed economisti famosi hanno preso posizioni a favore dell'helicopter money; tra questi l'ex banchiere c'entrale della FED Ben Bernanke, il parlamentare della Camera dei Lord Adair Turner e l'economista J. Bradford DeLong. Solitamente i sostenitori dell'elicottero monetario si rifanno alle ragioni di Milton Friedman per affermarne l'efficacia. 
Non mancano tuttavia importanti esponenti avversi a questa teoria economia. Alcuni di questi esponenti sono Carmen Reinhart, Francesco Daveri e Koichi Hamada. Costoro portano, a sostegno della loro testi, le possibilità che l'inflazione potrebbe crescere esageratamente, che la bilancia dei pagamenti potrebbe sbilanciarsi a favore delle economie estere e che i politici potrebbero sfruttare questa manovra per scopi esclusivamente elettorali 